# أوم تاي غو
أوم تاي غو هو ممثل كوري جنوبي ولد في 9 نوفمبر 1983.

## اعمال

### مسلسلات تلفزيونية
- انقذني 2 - كيم مين تشيول (ocn)[4]
- مسقط رأس - جو كيونغ هو (ocn) [5][6]
- رجل العصابات خاصتي لطيف - سيو جي هوان (jtbc)[7]

### مسلسلات ويب
- دكتور برين - تاي جو (ديزني+)[8]
- حارس متجر الضوء (ديزني+)[9]

### أفلام
- بيت العنكبوت (2023)